# フリデリク・ヴィルヘルム (チェシン公)
フリデリク・ヴィルヘルム（ポーランド語：Fryderyk Wilhelm cieszyński；チェコ語：Bedřich Vilém；ドイツ語：Friedrich Wilhelm, 1601年11月9日 - 1625年8月19日）は、チェシン公（在位：1617年 - 1625年）。チェシン公アダム・ヴァツワフの三男（生存していた中では一人息子）、母はクールラント・ゼムガレン公ゴットハルト・ケトラーの娘エリーザベト。

## 生涯
フリデリク・ヴィルヘルムの誕生時、母のエリーザベトは産褥により彼を生んだ10日後の1601年11月19日に亡くなった。幼い頃よりフリデリク・ヴィルヘルムの教育はシロンスク出身の人文主義者バルタザール・エクスナーに委ねられていた。1611年、父アダム・ヴァツワフが子供達と共にカトリックに改宗すると、エクスナーを含む宮廷に仕えるプロテスタント達は追放された。フリデリク・ヴィルヘルムはイエズス会のもとで教育を受けるため、ミュンヘンに送られた。
1617年7月13日に父が亡くなり、フリデリク・ヴィルヘルムが後を継いだ。しかし、公爵は1624年までミュンヘンで暮らしていた。彼が不在の間、公国の統治はヴロツワフ司教カール、リヒテンシュタイン公カール、オパヴァ＝クルノフ公でオポーレ＝ラチブシュ総督（スタロスタ）でもあったゲオルク・フォン・オッペルスドルフなどが構成する摂政会議に任された。しかし本当にチェシンの実権を握っていたのは公爵の姉エルジュビェタ・ルクレツィアだった。
1620年代にはチェシンでペストが流行し、公国内の領民が大勢死んだ。また公国は三十年戦争にも巻き込まれ、外国軍の略奪の標的にされた。1620年には、悪名高い傭兵軍団リソフチツィが、スコチュフの町に住むプロテスタント住民を敵と見なし、同市を徹底的に破壊した。翌1621年、チェシンは駐留していた連隊長カルロ・スピネッリ率いる皇帝軍によって激しく荒廃させられた。1622年、チェシンはついにブランデンブルク選帝侯ヨハン・ゲオルクのプロテスタント軍と、カール・ハンニバル・フォン・ドーナ率いるカトリック軍の戦場となった。
宗教面では公爵は寛容政策をとり、カトリックにもプロテスタントにも制約を課すことはなかった。
1624年、フリデリク・ヴィルヘルムによる親政が始まったが、公国の苦境がこのことで改善することはなかった。さらに1625年の早々、公爵は神聖ローマ皇帝に随行してネーデルラントに赴き、その地の司令官に任じられることになった。しかしこの旅程の途中、フリデリク・ヴィルヘルムは急病にかかり、そのままケルンで急死した。公爵の遺骸はチェシンのドミニコ会の教会に埋葬された。公国は姉エルジュビェタ・ルクレツィアが継承した。
フリデリク・ヴィルヘルムは未婚だったが、マリア・マグダレナ（1624年頃 - 1661年以前）という庶出の娘をもうけていた。マリア・マグダレナは1640年5月8日、ウィーンにおいて皇帝フェルディナント3世によって嫡出とされ、ホーエンシュタイン（ホヘンシュテイン）男爵夫人の称号を与えられた。彼女は最初チェシン城の儀典官だったトルツカ・フォン・トショノヴィッツと結婚し、その死後にニコラウス・ルツキと再婚した。